# Eric Stonestreet
Eric Allen Stonestreet (Kansas City, 9 de setembro de 1971) é um ator americano, mais conhecido por interpretar Ronnie Litre no seriado CSI: Crime Scene Investigation e Cameron Tucker em Modern Family.
Ganhou destaque pela primeira vez em um papel recorrente em CSI: Crime Scene Investigation. Ele já apareceu em filmes e telefilmes, incluindo;  Bad Teacher (2011), Identity Thief (2013), The Loft (2013) e Confirmation (2016).  Ele também dá a voz de Duke na franquia de filmes The Secret Life of Pets (2016, 2019).  Ele também atuou como jurado no America’s Got Talent em 2020, quando Heidi Klum ficou doente.
Interpretou Cameron Tucker no seriado Modern Family até 2020, também da rede ABC, papel pelo qual recebeu dois Prêmios Emmy Awards de melhor ator coadjuvante em série de comédia.

## Biografia
Durante sua infância, ele queria se tornar um palhaço. Aos nove anos, ele criou um palhaço chamado Fizbo, e periodicamente o trouxe de volta, inclusive em três episódios de Modern Family. Ele é graduado na Piper High School e Kansas State University em 1996. Ele passou dois anos fazendo peças e estudando improvisação no The Second City Training Center in Chicago, em Chicago, em seguida, mudou-se para Los Angeles e começou sua carreira profissional atuando. Ele também foi membro da fraternidade Pi Kappa Alpha em Kansas.

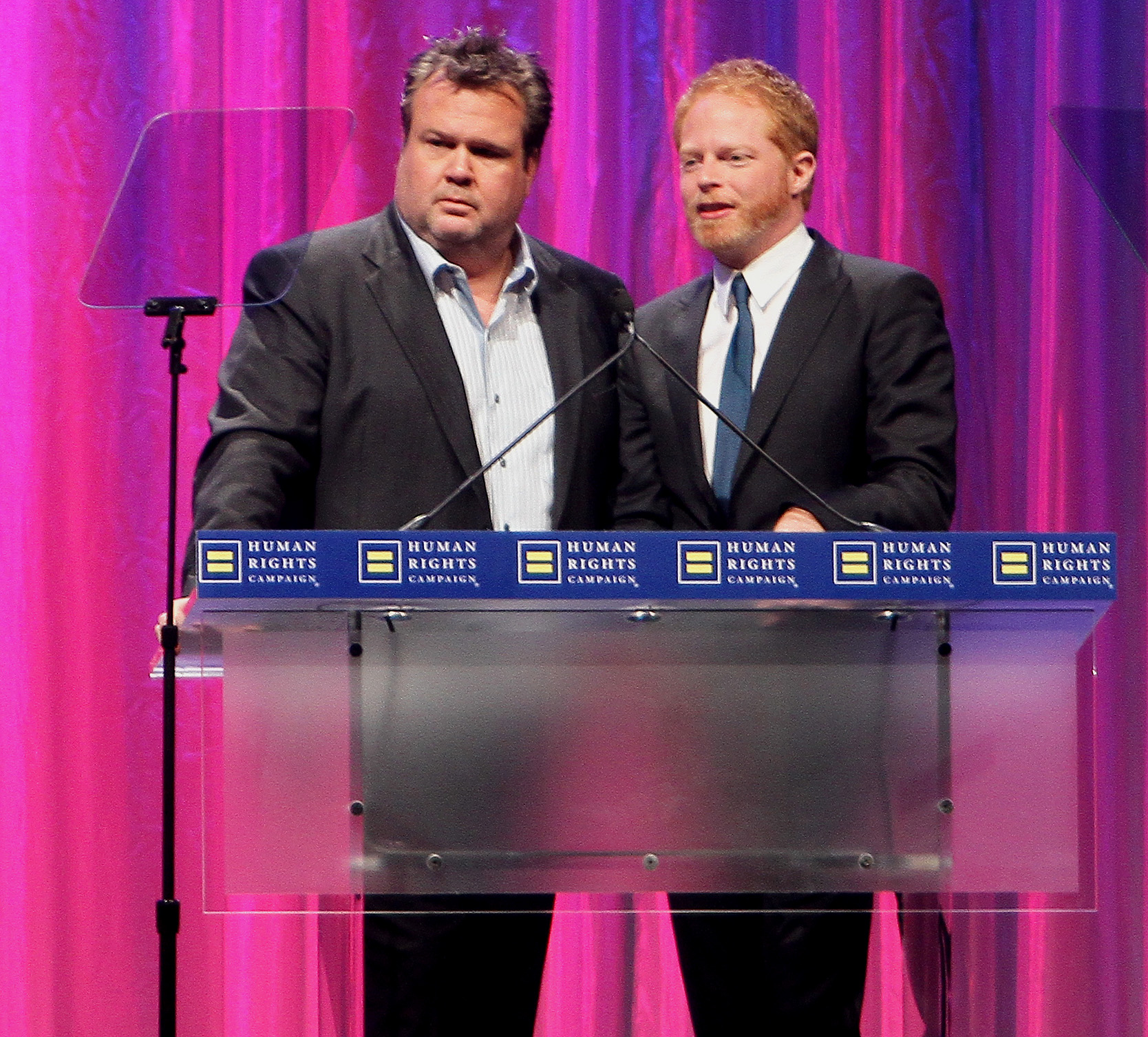
Eric Stonestreet e Jesse Tyler Ferguson no HRC National Dinner em 2010.

## Filmografia

### Cinema
| Ano  | Titulo                           | Papel                  |
| ---- | -------------------------------- | ---------------------- |
| 2000 | Almost Famous                    | Sheldon the Desk Clerk |
| 2003 | F.A.T.                           | Ranger                 |
| 2003 | Girls Will Be Girls              | Dr. Benson             |
| 2003 | Street of Pain                   | Floyd                  |
| 2004 | Straight-Jacket                  | Labor Organizer        |
| 2004 | Knuckle Sandwich                 | Bill                   |
| 2005 | Saddam 17                        | The Clerk              |
| 2005 | The Island                       | Ed the Trucker         |
| 2006 | 13 Graves                        | Andrew Schoch          |
| 2007 | The Drifte                       | Delivery Guy           |
| 2007 | Stories USA                      | Floyd                  |
| 2008 | Ninja Cheerleaders               | Beergut                |
| 2008 | American Crude                   | Phil                   |
| 2009 | This Might Hurt                  | Brad Maynard           |
| 2010 | Father vs. Son                   | Doug                   |
| 2011 | Bad Teacher                      | Kirk                   |
| 2011 | The Muppets                      | Participação Especial  |
| 2012 | The Loft                         | Marty Landry           |
| 2013 | Identity Theft                   | Big Chuck              |
| 2016 | Pets - A Vida Secreta dos Bichos | Duke                   |

### Televisão
| Ano       | Titulo                         | Papel                          | Nota                       |
| --------- | ------------------------------ | ------------------------------ | -------------------------- |
| 1999      | Dharma & Greg                  | Chester                        | 1 episódio                 |
| 2000      | I've Got a Secret              | Himself                        | 1 episódio                 |
| 2000      | Malcolm in the Middle          | Phil                           | 1 episódio                 |
| 2000      | Party of Five                  | Irv                            | 2 episódios                |
| 2000      | Spin City                      | The Dentist                    | 1 episódio                 |
| 2000      | ER                             | Willie                         | 1 episódio                 |
| 2001      | The West Wing                  | Staffer #1                     | 1 episódio                 |
| 2002      | Greg the Bunny                 | Wilson (não creditado)         | 1 episódio                 |
| 2002      | Providence                     | Ted Stout                      | 1 episódio                 |
| 2001-2005 | CSI: Crime Scene Investigation | Ronnie Litre                   | 13 episódios               |
| 2005      | Close to Home                  | Security Officer Andrew Morgan | 1 episódio                 |
| 2007      | Crossing Jordan                | Steve Anderman                 | 1 episódio                 |
| 2007      | Bones                          | D.C. Cop                       | 2 episódios                |
| 2007      | On the Lot                     | Ator                           | 2 episódios                |
| 2007      | American Dad!                  | Voz                            | 1 episódio                 |
| 2008      | The Mentalist                  | Malcom Boatwright              | 1 episódio                 |
| 2008      | Pushing Daisies                | Leo Burns                      | 1 episódio                 |
| 2008      | NCIS                           | Harvey Ames                    | 1 episódio                 |
| 2009      | Monk                           | Boom Boom                      | 1 episódio                 |
| 2009      | Nip/Tuck                       | Wesley Clovis                  | 1 episódio                 |
| 2009      | Dancing Stars                  | Ele Mesmo                      | Participação Especial      |
| 2009-2020 | Modern Family                  | Cameron Tucker                 | Personagem Principal       |
| 2010      | Good News Week                 | ele Mesmo                      | 1 episódio                 |
| 2011      | American Horror Story          | Derek                          | 1 episódio                 |
| 2020      | A Modern Farewell              | Ele mesmo                      | Documentário Modern Family |
| 2022      | Domino Master                  | Apresentador principal         | Temporada 1                |